# 国鉄7950形蒸気機関車

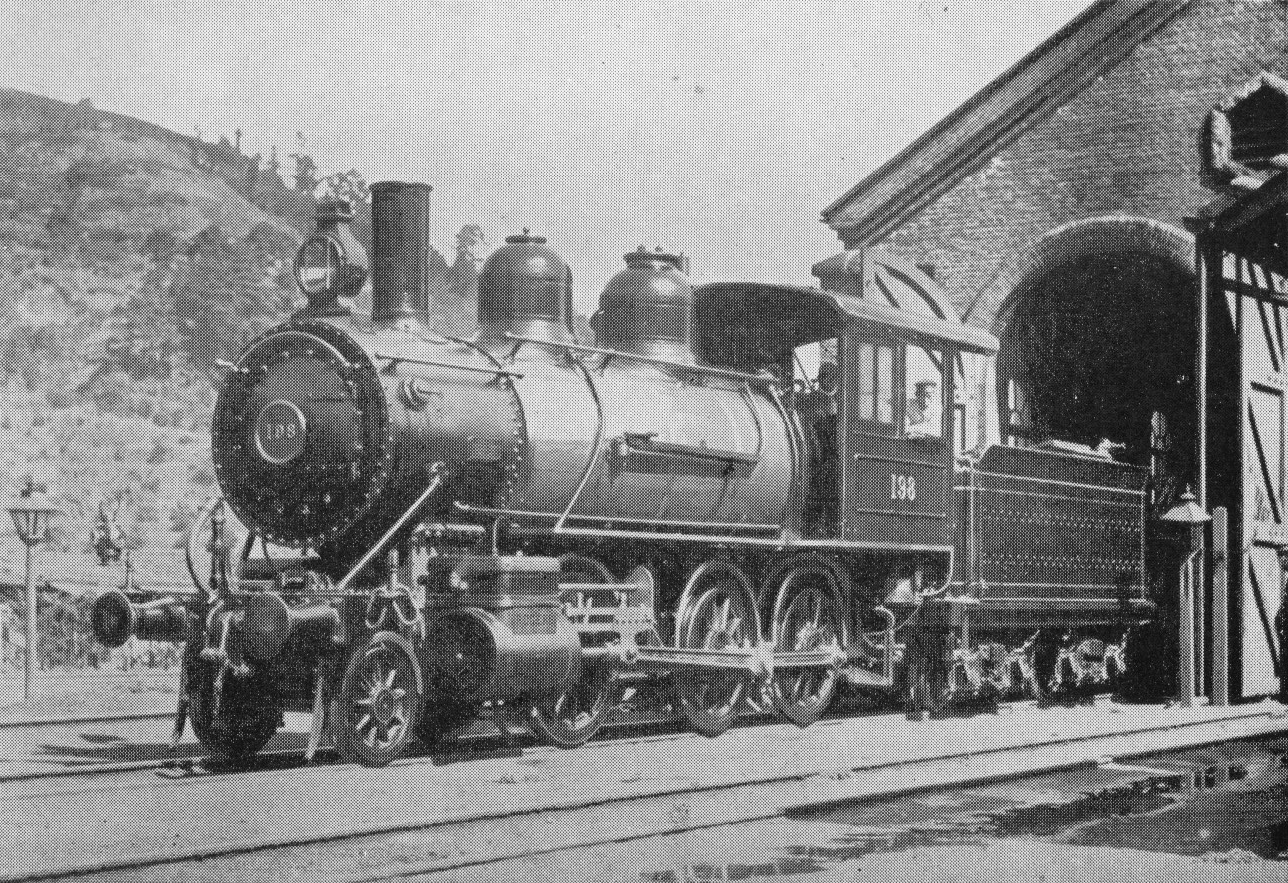
鉄道作業局198（後の鉄道院7950形）

7950形は、かつて日本国有鉄道の前身である鉄道作業局・鉄道院・鉄道省に在籍したテンダ式蒸気機関車である。

## 概要
元は、鉄道作業局が1897年（明治30年）7月にアメリカのロジャーズ・ロコモティブ・ワークスで18両（製造番号5164 - 5181）を製造した車軸配置2-6-0(1C)形で2気筒単式の飽和式テンダ機関車である。当初の形式はAL形、番号は187 - 204で、後にE6形（番号不変）と称した。私鉄国有化を受けて1909年（明治42年）に実施された鉄道院の車両形式称号規程では、7950形（7950 - 7967）に改番された。
形態は、一般的なアメリカ古典機タイプで、ボイラーはストレートトップ型、第1缶胴上に砂箱、第3缶胴上に蒸気ドームとそれに付属した安全弁を備える。これらは3ピース形となっている。煙室は短く、その側面から前端梁に支柱（ブレース）が渡されている。運転室は木製であるが、火室が大部分を占めており、機関士は火室の横、機関助士は炭水車上から投炭した。木製の運転室は、後年、鋼製に改装された。また、炭水車はアーチバー式の2軸ボギー台車を2個装備した4軸式であった。
勾配線区用として、官設鉄道ではE3形（後の8150形）に次いで導入されたアメリカ製機関車で、ロジャーズ製としては初めての製品である。当初は東海道線の箱根越えや、軽井沢以西の信越線で使用され、好成績を残した。鉄道院となってからは北海道に転属し、函館本線や、宗谷本線で使用された。1928年（昭和3年）から使用停止となるものが出始め、一部は入換用にまわった。1933年（昭和8年）11月に、全車が廃車解体された。民間に払下げられたり、保存されたものはない。　

## 主要諸元
- 全長 : 14,580mm
- 全高 : 3,797mm
- 全幅 : 2,438mm
- 軌間 : 1,067mm
- 車軸配置 : 2-6-0(1C)
- 動輪直径 : 1,220mm
- 弁装置 : スチーブンソン式アメリカ型

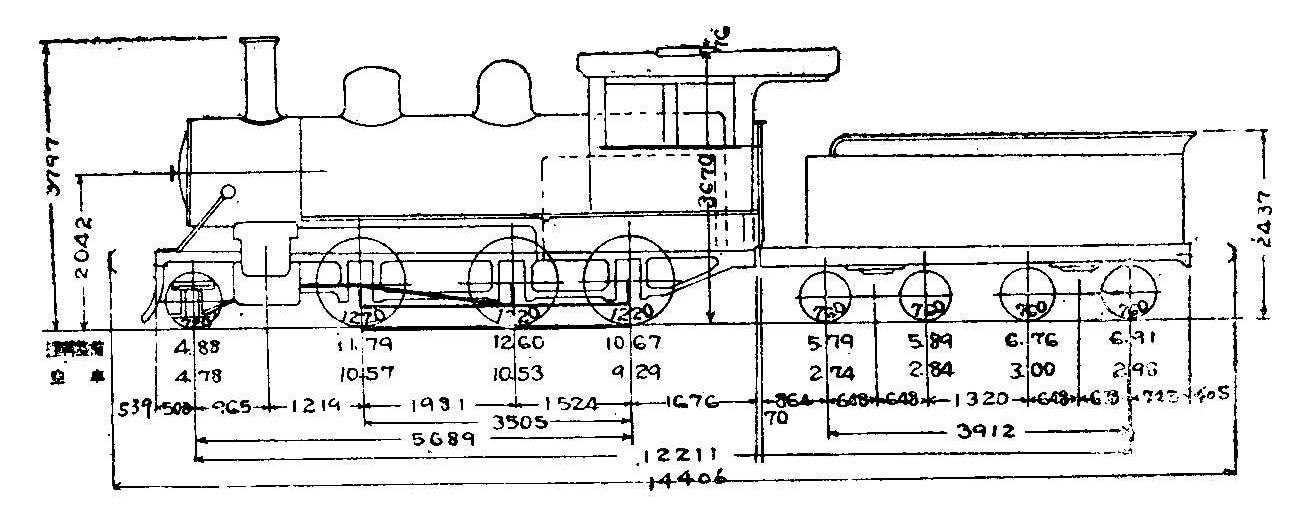
形式図

- シリンダー（直径×行程） : 406mm×610mm
- ボイラー圧力 : 11.38kg/m2
- 火格子面積 : 1.38m2
- 全伝熱面積 : 94.1m2
  - 煙管蒸発伝熱面積 : 85.6m2
  - 火室蒸発伝熱面積 : 8.5m2
- ボイラー水容量 : 4.2m3
- 小煙管（直径×長サ×数） : 51mm×3,099mm×173本
- 機関車運転整備重量 : 39.94t
- 機関車空車重量 : 35.17t
- 機関車動輪上重量（運転整備時） : 35.06t
- 機関車動輪軸重（第1動輪上） : 12.60t
- 炭水車重量（運転整備） : 25.35t
- 炭水車重量（空車） : 11.56t
- 水タンク容量 : 10.4m3
- 燃料積載量 : 1.57t
- 機関車性能
  - シリンダ引張力 : 8,150kg
- ブレーキ装置 : 手ブレーキ、真空ブレーキ